# 준사기죄
준사기죄(準詐欺罪)는 미성년자의 지려천박(知慮淺薄) 또는 사람의 심신장애(心神障碍)를 이용하여 재물의 교부를 받거나 재산상의 이익을 취득하거나 또는 제3자로 하여금 재물의 교부를 받게 하거나 재산상의 이익을 취득하게 하는 죄이다. 10년 이하의 징역이나 2천만원 이하의 벌금에 처한다(대한민국 형법 제348조 1항·2항). '미성년자'는 민법상의 미성년자를 말하지만, 지려천박한 미성년자에 한하여 본죄의 객체가 될 수 있다. '심신장애'에는 심신미약뿐만 아니라 심신상실도 포함된다는 견해와, 심신상실자로부터 재물의 교부를 받은 경우에는 절도죄가 되므로 심신상실은 포함되지 않는다는 견해가 대립한다. 지려천박한 미성년자 또는 심신장애를 기망하였을 경우에는 단순히 사기죄가 성립하며 본죄가 적용될 여지가 없다. 본죄는 기망의 방법에 의하지 아니하고 그러한 자의 지려천박 또는 심신장애를 '이용'하였을 경우에 성립한다. 상습준사기(제351조)는 형을 가중하며, 미수범도 처벌한다(제352조).